# Michael Howard
Michael Howard, rodným jménem Michael Hecht (7. července 1941, Gorseinon) je britský politik velšského a židovského původu. V letech 2003-2005 byl předsedou Konzervativní strany a zároveň vůdcem opozice, v níž čelil labouristickému premiérovi Tony Blairovi. Ve vedení strany ho nahradil David Cameron, který byl jeho poradcem, když Howard zastával post ministra vnitra ve vládě Johna Majora (1993-1997). Od roku 1987 působil na různých pozicích i ve vládě Margaret Thatcherové. Je fanouškem klubu FC Liverpool.